# داميان لويس (كاتب)
داميان لويس (بالإنجليزية: Damien Lewis)‏ هو كاتب وصحفي بريطاني، ولد في القرن العشرين في دورست في المملكة المتحدة.

## وصلات خارجية
- داميان لويس على موقع IMDb (الإنجليزية)